# Delia fracta
Delia fracta este o specie de muște din genul Delia, familia Anthomyiidae. A fost descrisă pentru prima dată de Malloch în anul 1918.
Este endemică în New Mexico. Conform Catalogue of Life specia Delia fracta nu are subspecii cunoscute.